# Municipio de Wilber
El municipio de Wilber (en inglés: Wilber Township) es un municipio ubicado en el condado de Iosco en el estado estadounidense de Míchigan. En el año 2010 tenía una población de 729 habitantes y una densidad poblacional de 3,88 personas por km².

## Geografía
El municipio de Wilber se encuentra ubicado en las coordenadas 44°22′42″N 83°31′5″O / 44.37833, -83.51806. Según la Oficina del Censo de los Estados Unidos, el municipio tiene una superficie total de 188.11 km², de la cual 187,61 km² corresponden a tierra firme y (0,26 %) 0,5 km² es agua.

## Demografía
Según el censo de 2010, había 729 personas residiendo en el municipio de Wilber. La densidad de población era de 3,88 hab./km². De los 729 habitantes, el municipio de Wilber estaba compuesto por el 98,77 % blancos, el 0,14 % eran amerindios, el 0,55 % eran asiáticos y el 0,55 % eran de una mezcla de razas. Del total de la población el 0,55 % eran hispanos o latinos de cualquier raza.